# Erich III. (Sachsen-Lauenburg)

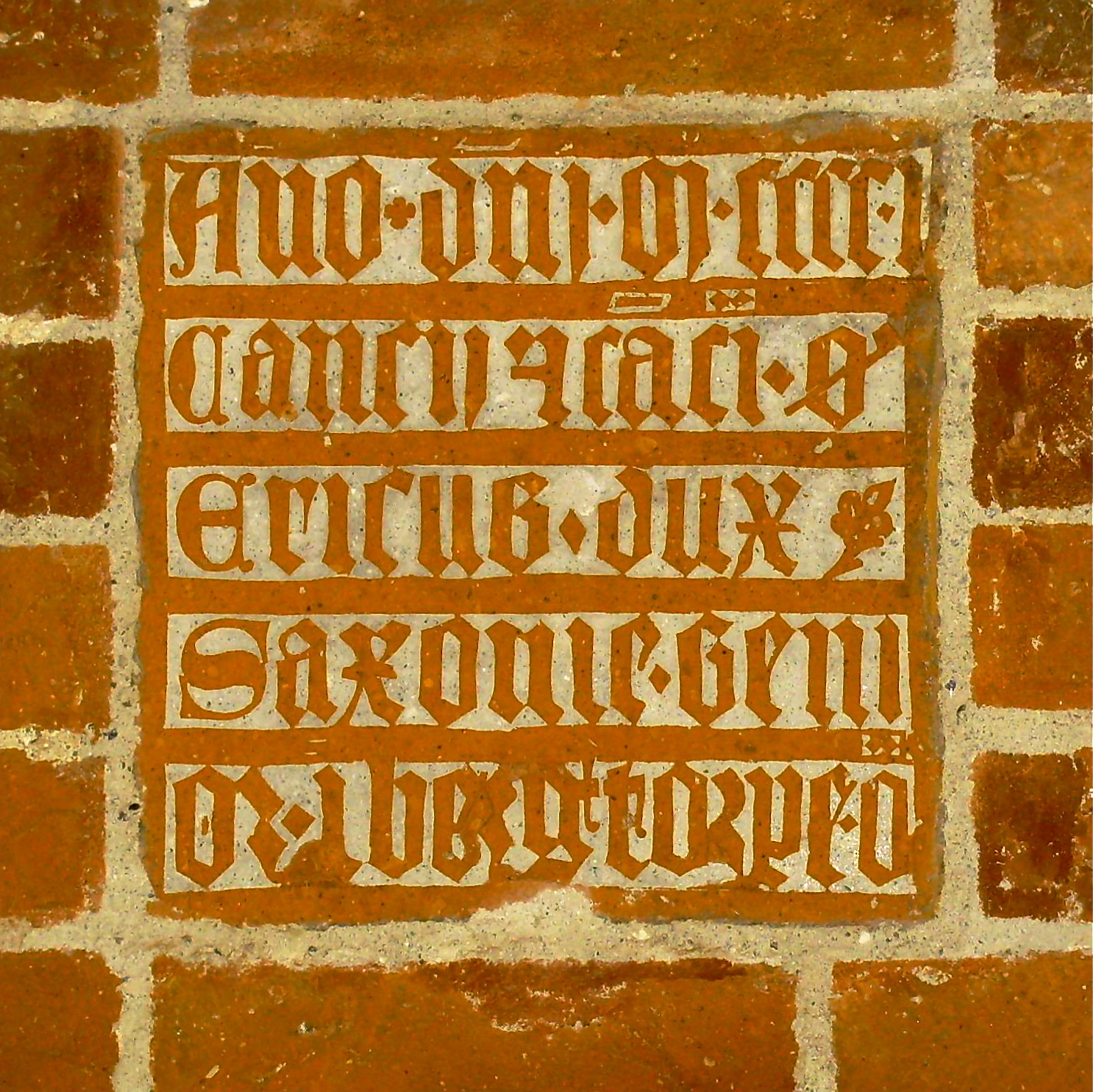
Gedenkstein im Ratzeburger Dom.

Erich III. von Sachsen-Lauenburg (* vor 1340; † 25. Mai 1401) war von 1370 bis 1401 Herzog von Sachsen-Lauenburg in der Linie Bergedorf-Mölln.
Erich III. war der jüngste Sohn  des Herzogs Albrecht IV. von Sachsen-Lauenburg und dessen erster Ehefrau Beate († vor 1340), Tochter des Graf von Schwerin Gunzelin VI.
Am 19. August 1356 billigte Papst Innozenz VI. den Tausch der Osnabrücker Präbende, in deren Besitz 
sein Bruder Albrecht war. Am 3. November wurde Erich Domherr in Bremen und Münster. Als Albrecht 1370 ohne Nachkommen verstorben war, verließ Erich den geistlichen Stand, dem er bis dahin angehört hatte und übernahm die Regierungsgeschäfte.
Aufgrund der hohen Schulden, die auf ihrem Teil des Herzogtums lagen, hatten Albrecht und Erich bereits 1359 Stadt und Vogtei Mölln für 9.737 ½ Mark verpfändet.
Da aber auch nun, elf Jahre später, ein großer Schuldenberg auf dem Herzogtum lastete, trat Erich erneut an Lübeck heran und verpfändete den ihm verbliebenen Teil seiner Ländereien: Bergedorf und die Vierlande sowie die Zollstelle Esslinger Fähre mit der Riepenburg. Damit lag eine Gesamtschuld von 26.000 Mark auf dem Besitz der Linie Bergedorf-Mölln.
Erich sicherte sich ein lebenslanges Wohnrecht auf Schloss Bergedorf und die Erträge der Möllner Zollstelle. Im Gegenzug setzten die Lübecker einen Treuhänder auf Schloss Bergedorf ein.
Als Erich III. 1401 ohne Nachkommen verstarb sahen die Lübecker das verpfändete Gebiet als ihr Eigentum an. Der Vetter des Verstorbenen und Herzog des anderen Teils des Herzogtums, Erich IV. von Sachsen-Lauenburg, sah dagegen sich selbst als legitimen Erben und nahm sechs Wochen nach Erich III. Tod Schloss Bergedorf im Handstreich. Damit beendete er die Realteilung des Herzogtums von 1305.
Seine letzte Ruhestätte fand Erich in der Bergedorfer Kapelle des Ratzeburger Doms. Das Grab wurde beim Abriss der Bergedorfer Kapelle während der Umbauten am Dom, die zwischen 1876 und 1881 stattfanden, zerstört. Nur ein Gedenkstein in der Nordwand des Doms erinnert an Ericus Dux Saxoniae.